# Meuspath
Meuspath là một đô thị thuộc huyện Ahrweiler, bang Rheinland-Pfalz, phía tây nước Đức. Đô thị Meuspath có diện tích 3,06 km², dân số thời điểm ngày 31 tháng 12 năm 2006 là 153 người.